# Prairie du Chien (condado de Crawford, Wisconsin)
Prairie du Chien es un pueblo ubicado en el condado de Crawford en el estado estadounidense de Wisconsin. En el Censo de 2010 tenía una población de 1.073 habitantes y una densidad poblacional de 11,4 personas por km².

## Geografía
Prairie du Chien se encuentra ubicado en las coordenadas 43°4′39″N 91°5′24″O / 43.07750, -91.09000. Según la Oficina del Censo de los Estados Unidos, Prairie du Chien tiene una superficie total de 94.15 km², de la cual 86.45 km² corresponden a tierra firme y (8.17%) 7.69 km² es agua.

## Demografía
Según el censo de 2010, había 1.073 personas residiendo en Prairie du Chien. La densidad de población era de 11,4 hab./km². De los 1.073 habitantes, Prairie du Chien estaba compuesto por el 97.2% blancos, el 0% eran afroamericanos, el 0.09% eran amerindios, el 1.21% eran asiáticos, el 0% eran isleños del Pacífico, el 0.47% eran de otras razas y el 1.03% pertenecían a dos o más razas. Del total de la población el 1.4% eran hispanos o latinos de cualquier raza.